# Maudétour-en-Vexin
Maudétour-en-Vexin est une commune française située dans le département du Val-d'Oise, en région Île-de-France.
Ses habitants sont appelés les Maldestorien(ne)s.

## Géographie

### Description
Maudétour-en-Vexin est un village périurbain situé sur le plateau du Vexin français dans le Val-d'Oise, à environ cinquante kilomètres au nord-ouest de Paris, à 12 km au nord de Mantes-la-Jolie, 24 km à l'ouest de Pontoise et à 20 km au sud de Gisors. Il est desservi par l'ancienne route nationale 183 (actuelle RD 983).
Il est inclus dans le parc naturel régional du Vexin français.
La commune est traversée par le Sentier de grande randonnée 11, surnommé « Grand Tour De Paris ».
L'émetteur de télévision de Maudétour-en-Vexin atteint 200 mètres de hauteur.

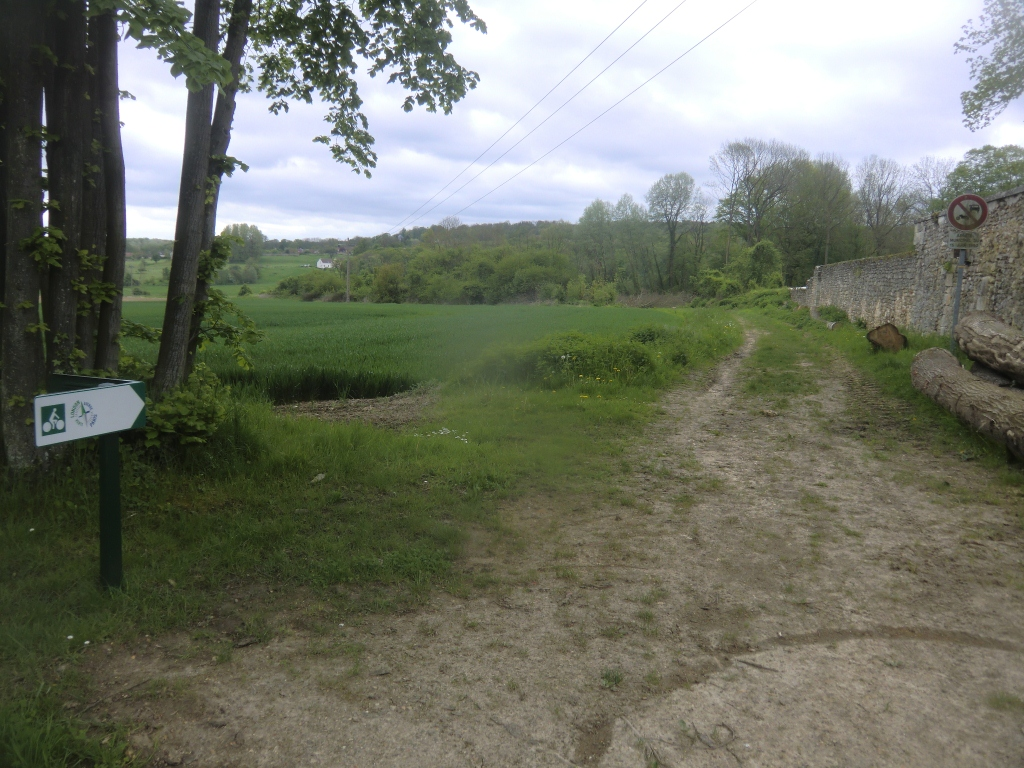
Sentier de grande randonnée 11
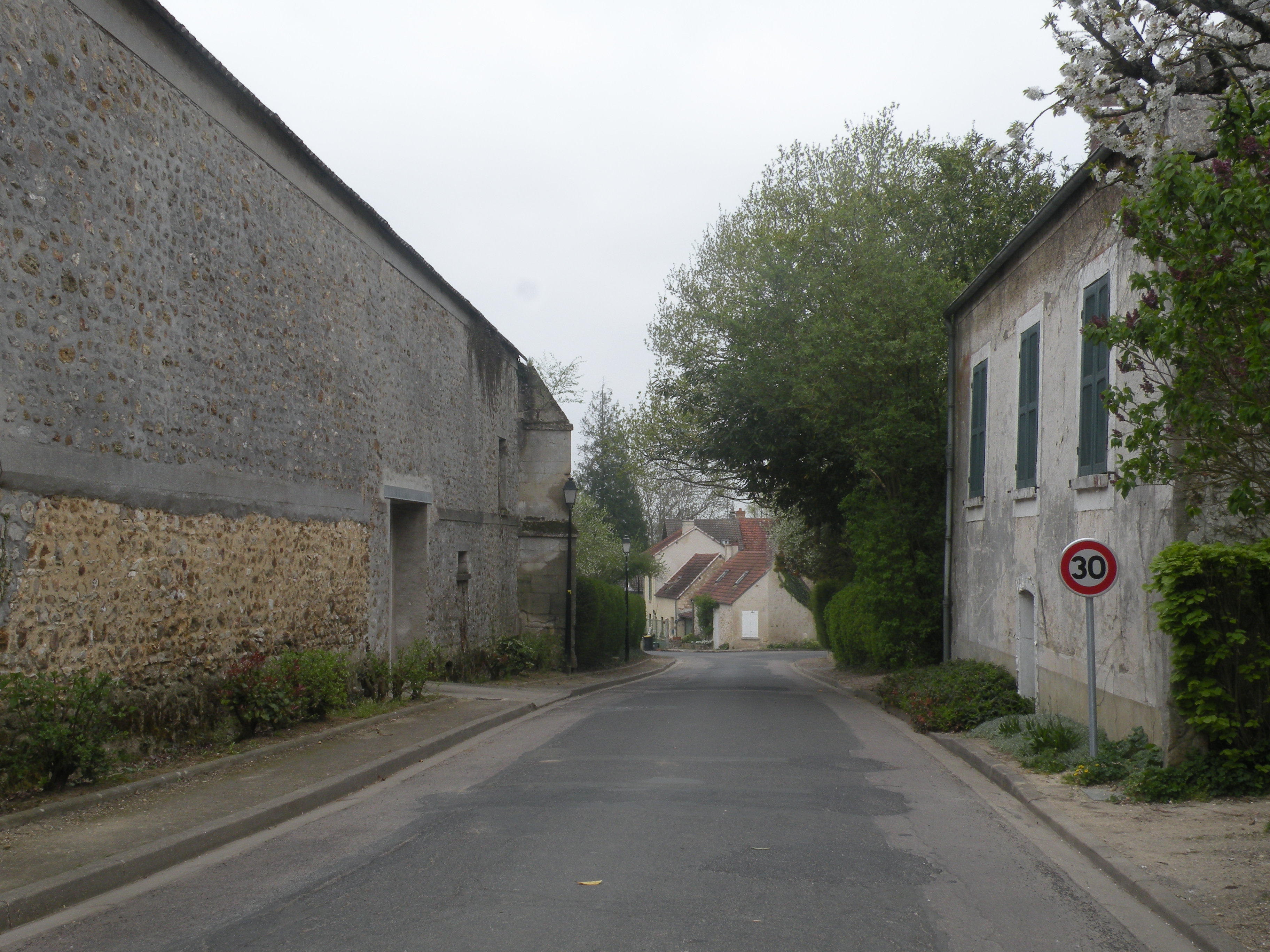
Paysage de la commune

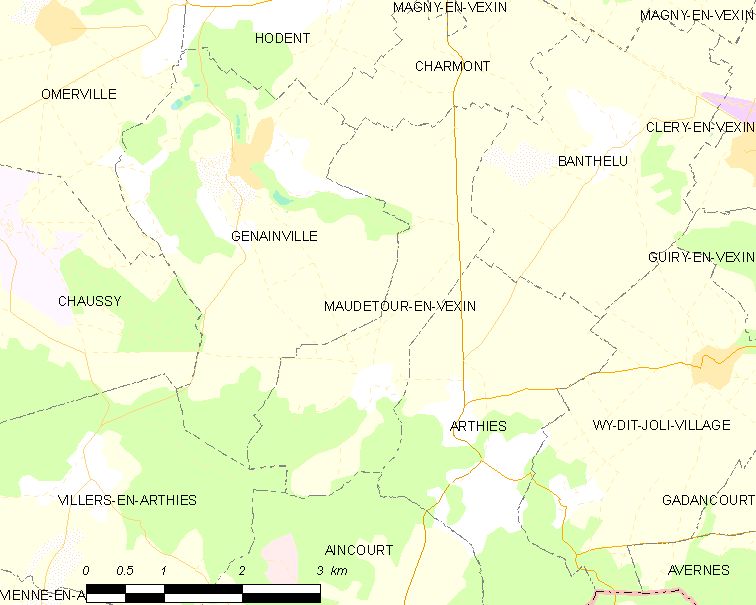
Carte de la commune.
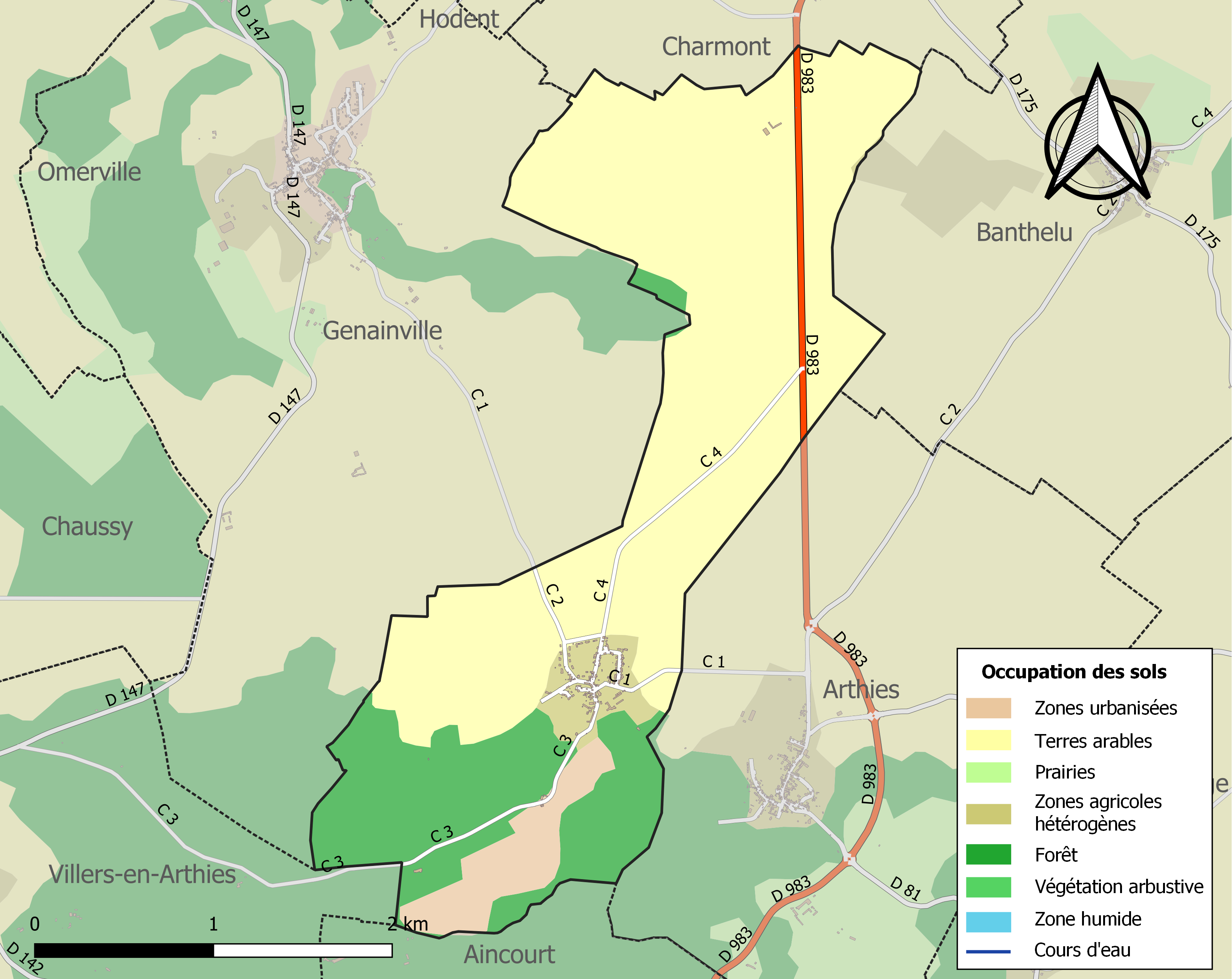
Occupation des sols.

### Communes limitrophes
| Genainville        | Charmont           | Banthelu |
|                    | Maudétour-en-Vexin | Arthies  |
| Villers-en-Arthies | Aincourt           |          |

### Climat
Pour des articles plus généraux, voir Climat de l'Île-de-France et Climat du Val-d'Oise.
En 2010, le climat de la commune est de type climat océanique dégradé des plaines du Centre et du Nord, selon une étude du CNRS s'appuyant sur une série de données couvrant la période 1971-2000. En 2020, Météo-France publie une typologie des climats de la France métropolitaine dans laquelle la commune est exposée à un climat océanique et est dans la région climatique Sud-ouest du bassin Parisien, caractérisée par une faible pluviométrie, notamment au printemps (120 à 150 mm) et un hiver froid (3,5 °C).
Pour la période 1971-2000, la température annuelle moyenne est de 10,2 °C, avec une amplitude thermique annuelle de 14,4 °C. Le cumul annuel moyen de précipitations est de 729 mm, avec 11,1 jours de précipitations en janvier et 8,6 jours en juillet. Pour la période 1991-2020, la température moyenne annuelle observée sur la station météorologique la plus proche, située sur la commune de Boissy-l'Aillerie à 19 km à vol d'oiseau, est de 11,2 °C et le cumul annuel moyen de précipitations est de 635,8 mm,. Pour l'avenir, les paramètres climatiques de la commune estimés pour 2050 selon différents scénarios d'émission de gaz à effet de serre sont consultables sur un site dédié publié par Météo-France en novembre 2022.

## Urbanisme

### Typologie
Au 1er janvier 2024, Maudétour-en-Vexin est catégorisée commune rurale à habitat dispersé, selon la nouvelle grille communale de densité à sept niveaux définie par l'Insee en 2022.
Elle est située hors unité urbaine. Par ailleurs la commune fait partie de l'aire d'attraction de Paris, dont elle est une commune de la couronne,. Cette aire regroupe 1 929 communes,.

## Toponymie
Maldestor en 1186, Mondétour, Maudestor en 1556.
Le nom provient de l'ancien français mal, mauvais, et destour, lieu écarté. Cette origine fait probablement allusion au mauvais état des chemins et aux risques que courait le voyageur à cause des brigands.

## Politique et administration

### Rattachements administratifs et électoraux

#### Rattachements administratifs
Antérieurement à la loi du 10 juillet 1964, la commune faisait partie du département de Seine-et-Oise. La réorganisation de la région parisienne en 1964 fit que la commune appartient désormais au département du Val-d'Oise et à son arrondissement de Pontoise après un transfert administratif effectif au 1er janvier 1968.
Elle faisait partie depuis 1793  du canton de Magny-en-Vexin de Seine-et-Oise puis du Val-d'Oise. Dans le cadre du redécoupage cantonal de 2014 en France, cette circonscription administrative territoriale a disparu, et le canton n'est plus qu'une circonscription électorale.

#### Rattachements électoraux
Pour les élections départementales, la commune est membre depuis 2014 du canton de Vauréal.
Pour l'élection des députés, elle fait partie de la première circonscription du Val-d'Oise.

### Intercommunalité
Maudétour-en-Vexin est membre deopuis 2013  de la communauté de communes Vexin - Val de Seine, un établissement public de coopération intercommunale (EPCI) à fiscalité propre créé en 2005 et auquel la commune a transféré un certain nombre de ses compétences, dans les conditions déterminées par le code général des collectivités territoriales.

### Liste des maires
| Période                                  | Période  | Identité                        | Étiquette | Qualité                         |
| ---------------------------------------- | -------- | ------------------------------- | --------- | ------------------------------- |
| Les données manquantes sont à compléter. |          |                                 |           |                                 |
| 1789                                     |          | David Maillard                  |           |                                 |
| 1807                                     | 1830     | Charles-Louis, comte de Rancher |           | Officier des Gardes françaises  |
| 1830                                     | 1831     | Pierre Truffaut                 |           |                                 |
| 1831                                     | 1848     | Michel-Ange Bouillette          |           |                                 |
| 1848                                     | 1850     | Jean-François Buinard           |           |                                 |
| 1850                                     | 1852     | Pier-Jean Harrang               |           |                                 |
| 1852                                     | 1855     | Michel-Ange Bouillette          |           |                                 |
| 1858                                     | 1863     | François-Honoré Truffaut        |           |                                 |
| 1863                                     | 1878     | Charles Legendre                |           |                                 |
| 1878                                     | 1888     | Denis-Michel Delorme            |           |                                 |
| 1888                                     | 1909     | René-Clément, comte de Rancher  |           |                                 |
| 1909                                     | 1932     | Ernest Hebert                   |           |                                 |
| 1932                                     | 1944     | Marcel Hebert                   |           |                                 |
| 1944                                     | 1953     | René Michel                     |           |                                 |
|                                          |          |                                 |           |                                 |
| 1971                                     | 1985     | Willy Paul Romain               |           |                                 |
| 1985                                     | 1989     | Claude Delavaud                 |           |                                 |
| 1989                                     | 2001     | Francis Gagnaison               |           |                                 |
| mars 2001                                | En cours | Didier Vermeire                 | DLF       | Réélu pour le mandat 2020-2026, |

## Population et société

### Démographie
L'évolution du nombre d'habitants est connue à travers les recensements de la population effectués dans la commune depuis 1793. Pour les communes de moins de 10 000 habitants, une enquête de recensement portant sur toute la population est réalisée tous les cinq ans, les populations de référence des années intermédiaires étant quant à elles estimées par interpolation ou extrapolation. Pour la commune, le premier recensement exhaustif entrant dans le cadre du nouveau dispositif a été réalisé en 2006.

En 2022, la commune comptait 203 habitants, en évolution de +6,28 % par rapport à 2016 (Val-d'Oise : +4 %, France hors Mayotte : +2,11 %).
| 1793 | 1800 | 1806 | 1821 | 1831 | 1836 | 1841 | 1846 | 1851 |
| ---- | ---- | ---- | ---- | ---- | ---- | ---- | ---- | ---- |
| 295  | 279  | 260  | 248  | 256  | 252  | 245  | 219  | 220  |

| 1856 | 1861 | 1866 | 1872 | 1876 | 1881 | 1886 | 1891 | 1896 |
| ---- | ---- | ---- | ---- | ---- | ---- | ---- | ---- | ---- |
| 213  | 194  | 180  | 180  | 169  | 176  | 176  | 157  | 173  |

| 1901 | 1906 | 1911 | 1921 | 1926 | 1931 | 1936 | 1946 | 1954 |
| ---- | ---- | ---- | ---- | ---- | ---- | ---- | ---- | ---- |
| 168  | 161  | 156  | 136  | 131  | 137  | 122  | 111  | 136  |

| 1962 | 1968 | 1975 | 1982 | 1990 | 1999 | 2006 | 2011 | 2016 |
| ---- | ---- | ---- | ---- | ---- | ---- | ---- | ---- | ---- |
| 135  | 124  | 142  | 167  | 183  | 177  | 195  | 199  | 191  |

| 2021 | 2022 | - | - | - | - | - | - | - |
| ---- | ---- | - | - | - | - | - | - | - |
| 198  | 203  | - | - | - | - | - | - | - |

### Équipements et services publics
La municipalité a doté la commune d'un système de vidéosurveillance en 2017.

## Économie
Le village vit essentiellement de l'agriculture céréalière.

## Culture locale et patrimoine

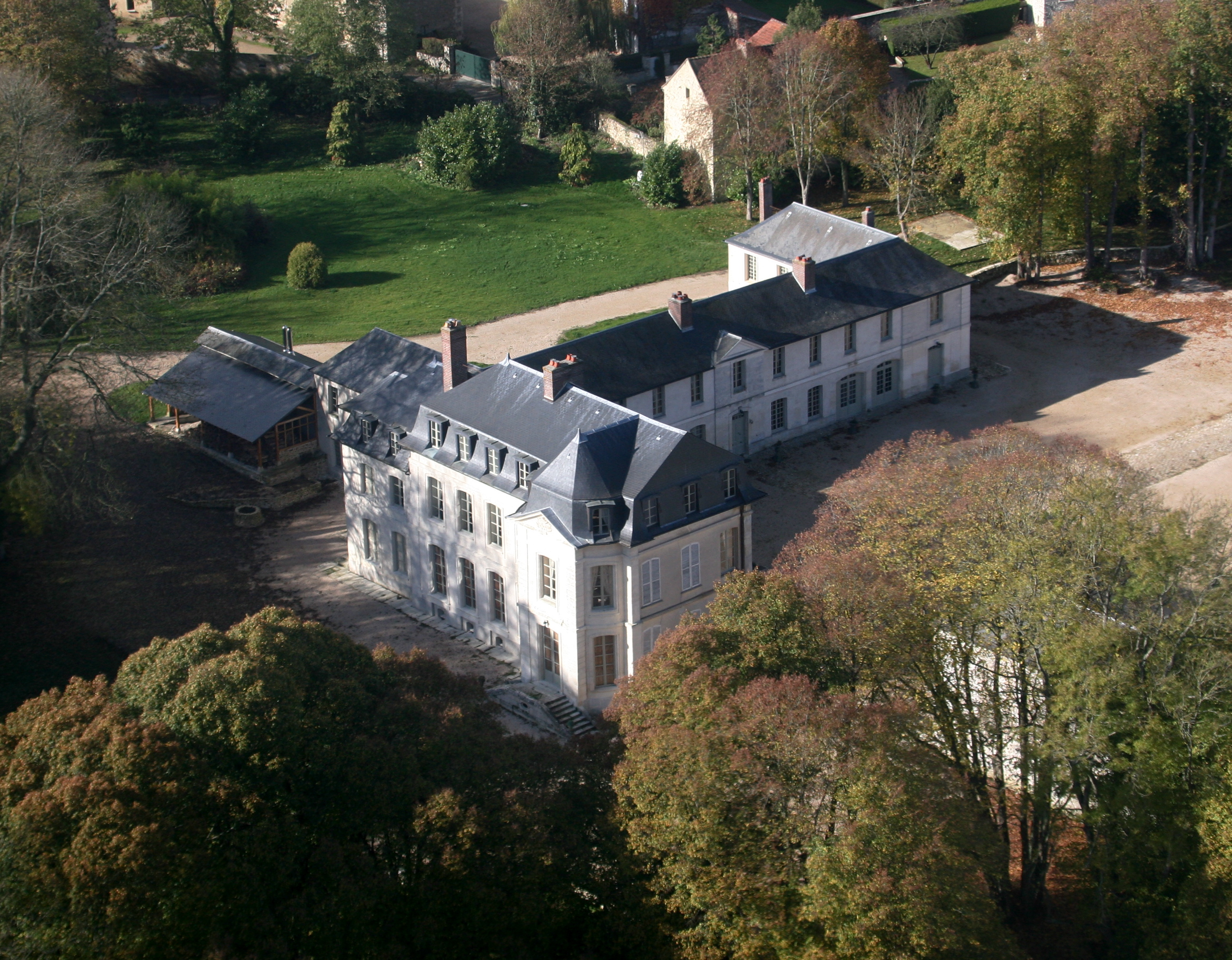
Le château de Maudétour.

### Lieux et monuments
Maudétour compte un monument historique sur son territoire, se décomposant en le château et son parc, avec la cour d'honneur :
- Château de Maudétour (inscrit monument historique par arrêté du 11 avril 1947[24])

Il fut édifié au début XVIIIe siècle à l'emplacement de l'ancien manoir des Rubentel, dont il ne reste aucune trace. Il se caractérise par une étrange apparence, un corps de logis dépourvu de sa partie gauche et doté d'une unique aile à droite, étant resté inachevé. Il possède une cour d'honneur fermée par une grille en fer forgé portant les initiales « CR », Charles de Rancher, seigneur de Maudétour et commanditaire du château en 1818. Le corps de logis principal possède un corps central faisant légèrement saillie au fronton décoré d'un bas-relief. Le toit à la Mansart est couvert d'ardoise. À droite, un pavillon plus bas permet la jonction avec une longue aile encore plus bas, en retour d'équerre sur la cour d'honneur. Les écuries à colombages datent du XVIIIe siècle et longent la cour d'honneur. En face, sont disposés l'auditoire (tribunal) comportant également une prison, ainsi que la chapelle du château de 1738. Son clocheton en fer forgé a été abattu en 1933 du fait de sa vétusté. Le château n'est qu'occasionnellement accessible à la visite.
- Le parc du château

Dessiné par Le Nôtre, il s'étale sur 13 ha. L'on y trouve une glacière, les vestiges d'un potager et les vestiges d'une fontaine de pierre. Le pigeonnier de plan carré, également du XVIIIe siècle, est construit en pierre de taille. Il se démarque fortement des colombiers des fermes par ses façades soignées et l'agencement des ouvertures.

Le château et son parc
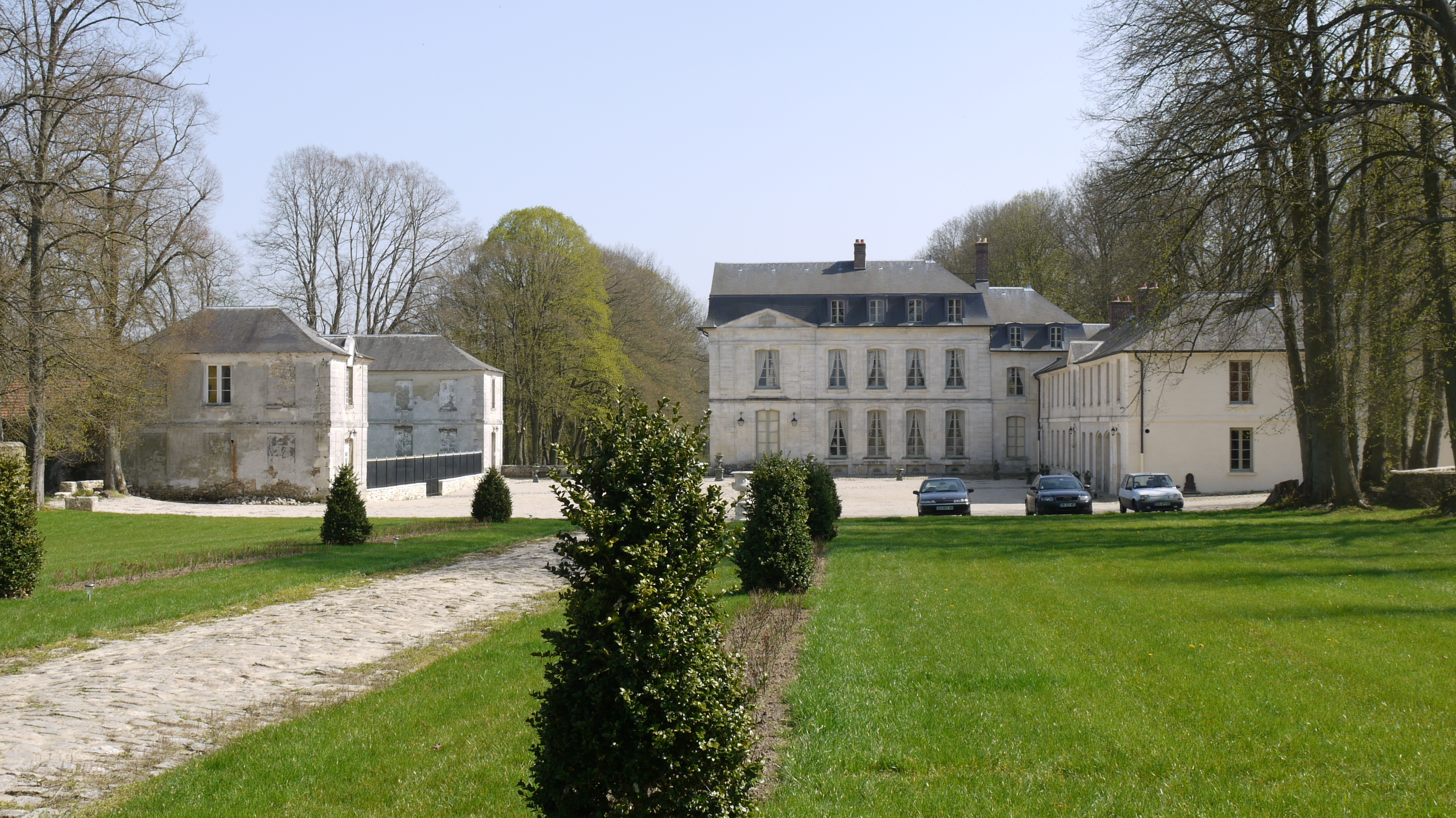
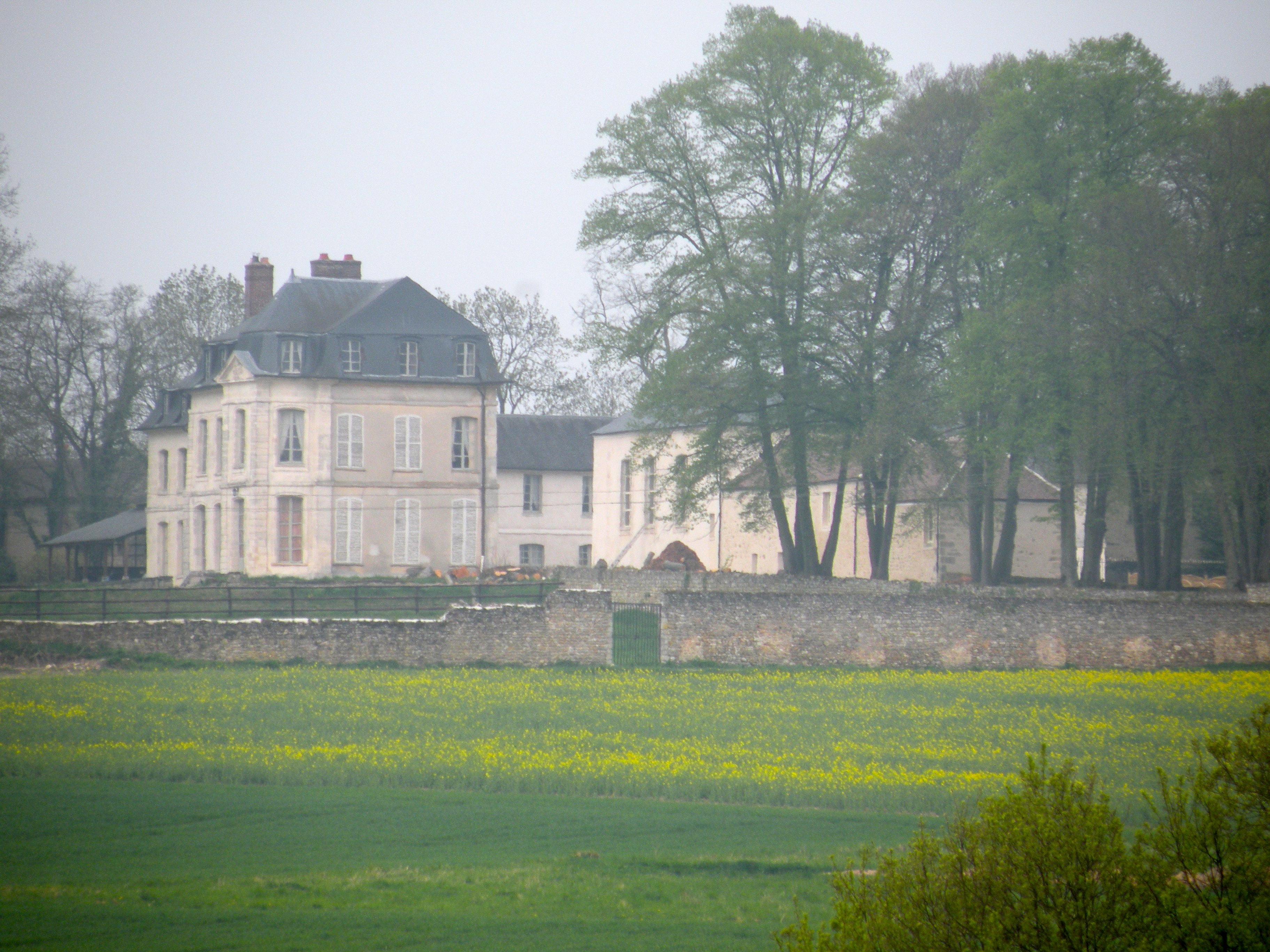
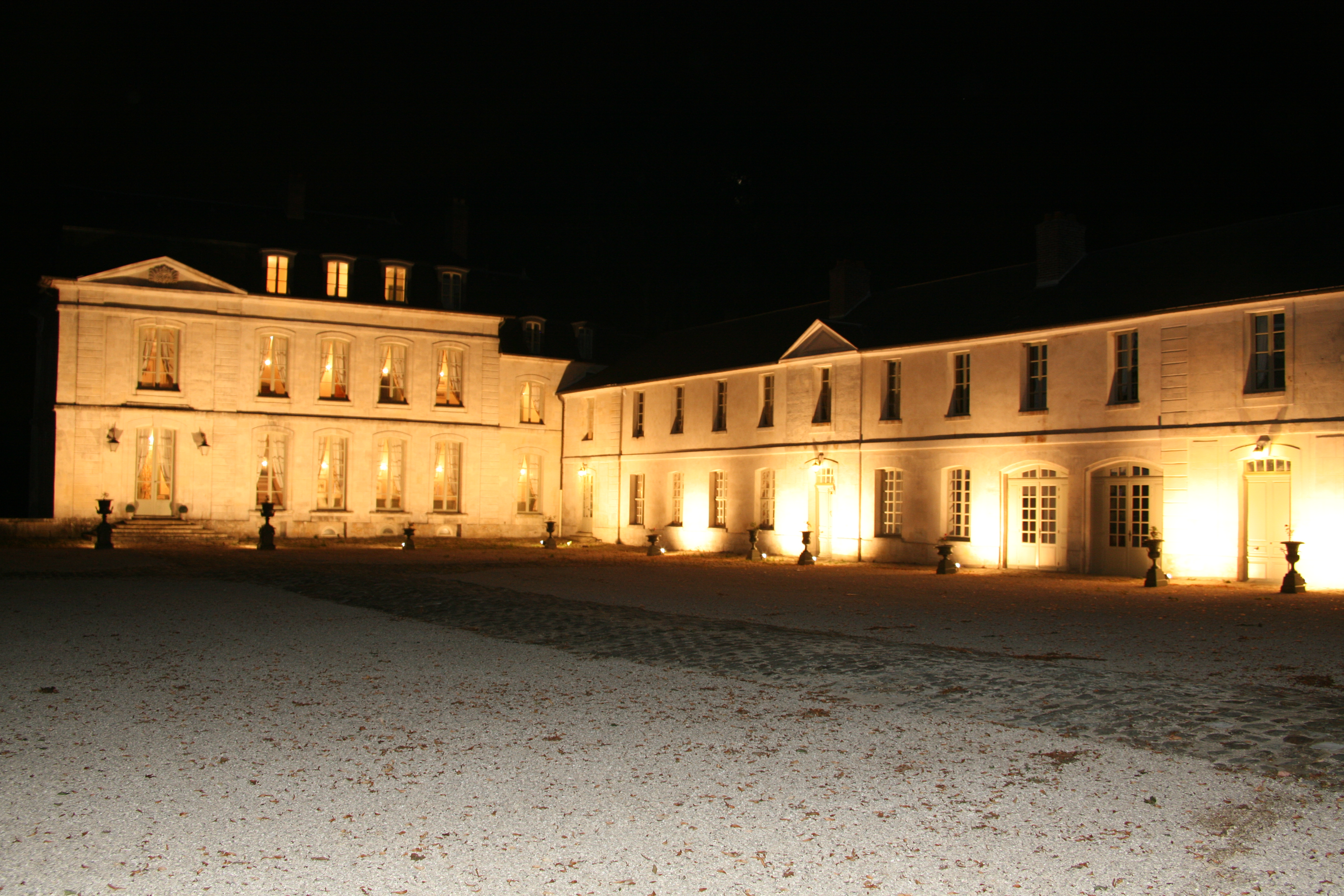

On peut également signaler :
- Église Notre-Dame-de-l'Assomption

L'édifice de néoclassique, fut bâtie sur un plan rectangulaire de 1837 à 1839 afin de remplacer l'ancienne église du XIIe siècle. Cette dernière occupait un emplacement excentré sur cimetière actuel. Déjà très dégradée au XVIIIe siècle, elle fut partiellement démolie en 1773, puis en 1784, et entièrement détruite en 1835. Ses pierres ont été récupérées pour la nouvelle église.
Ses façades sobres en pierre de taille sont agrémentées par des chaînages et une corniche simple en haut des murs. Les fenêtres sont en plein cintre, tout comme les baies abat-son du clocher, qui trône à cheval sur la toiture au-dessus de la façade occidentale. Cette dernière possède un pignon garni d'une horloge et un portique d'entrée dorique, seule luxe que l'architecte s'est permis. La cloche datée de 1733 provient de l'ancienne église, à l'instar des fonts baptismaux du XVIe siècle. La tribune était réservée aux habitants du château, et n'est accessible que par une porte extérieure.

L'église Notre-Dame-de-l'Assomption
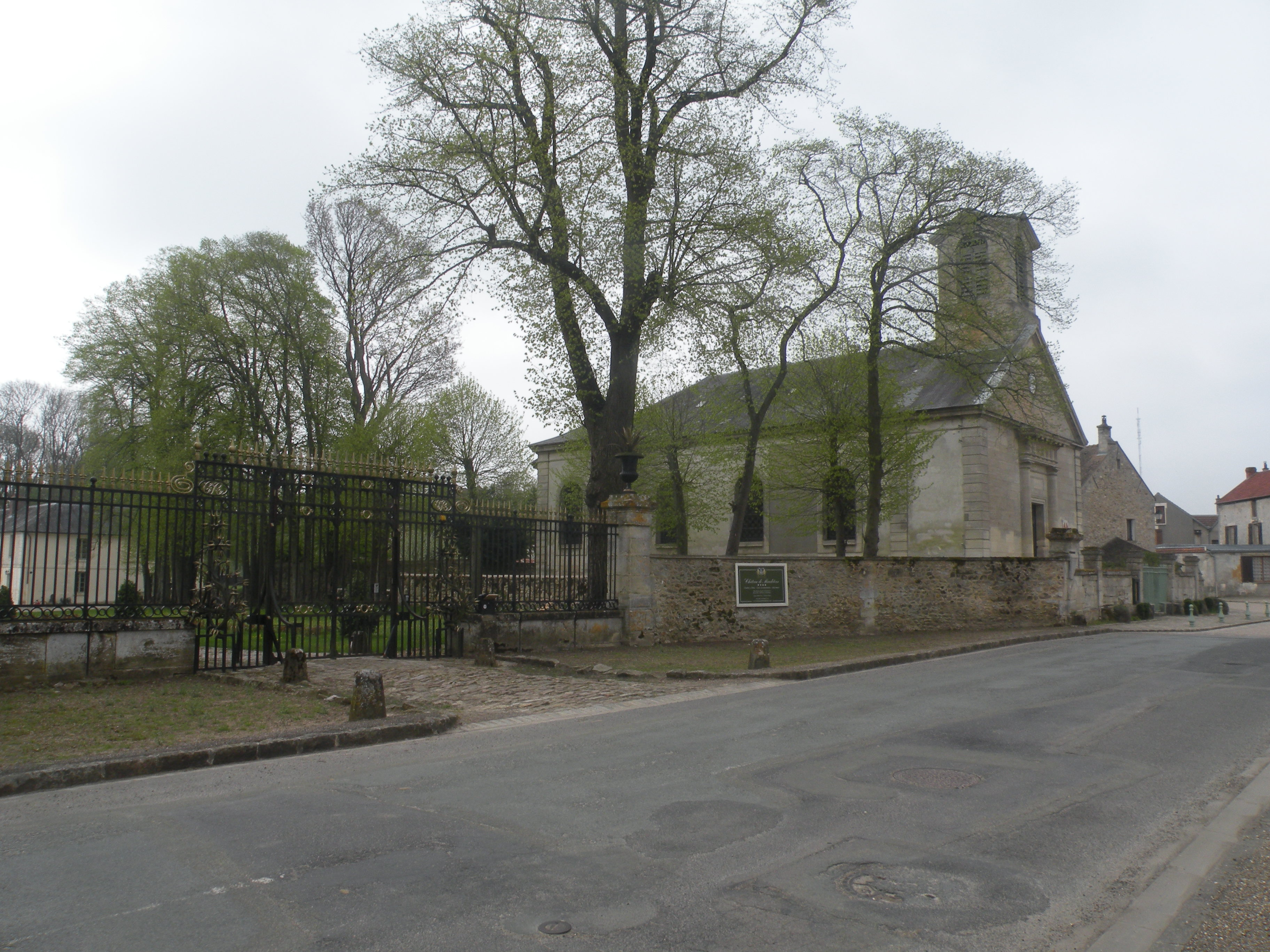
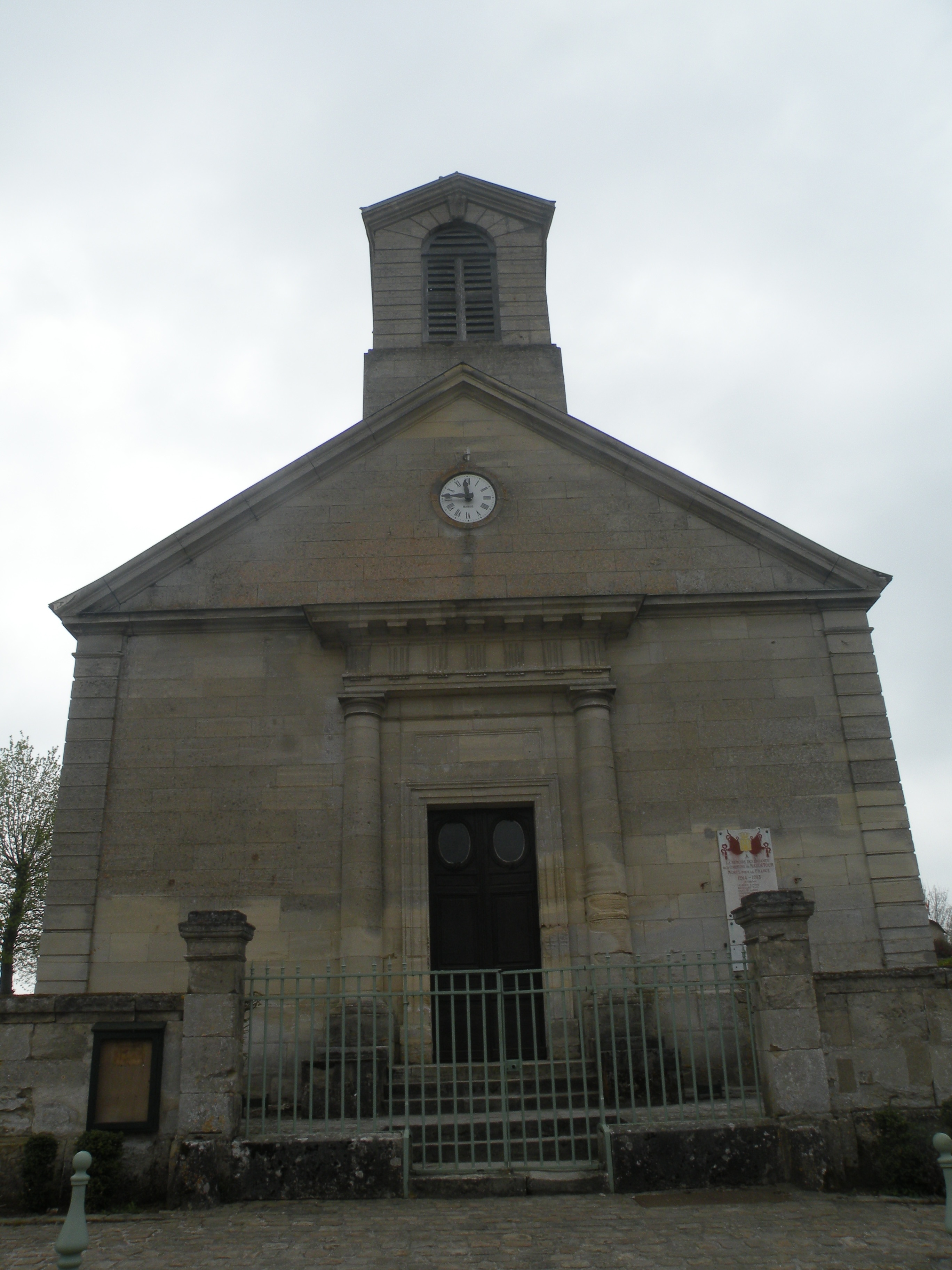
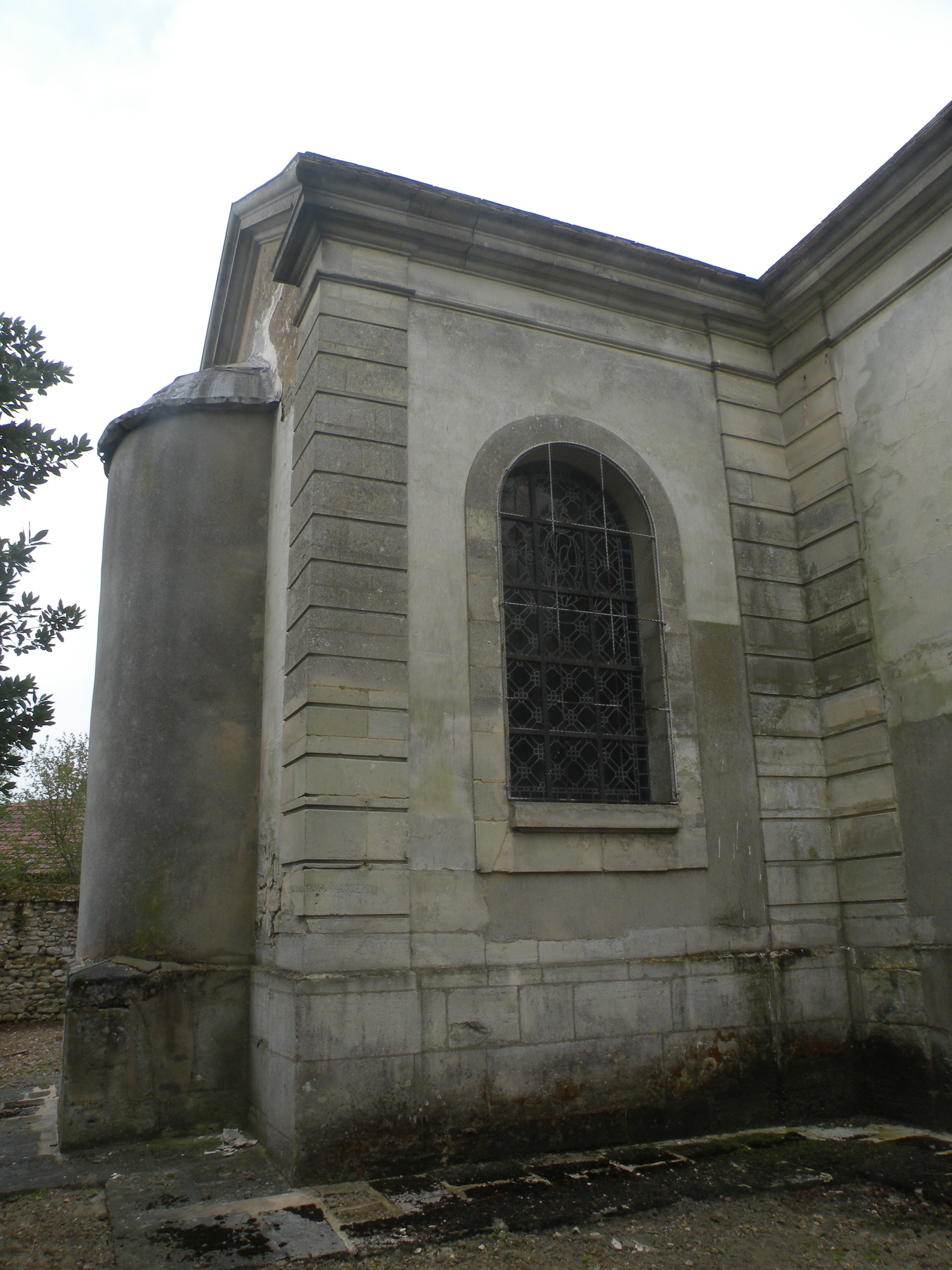

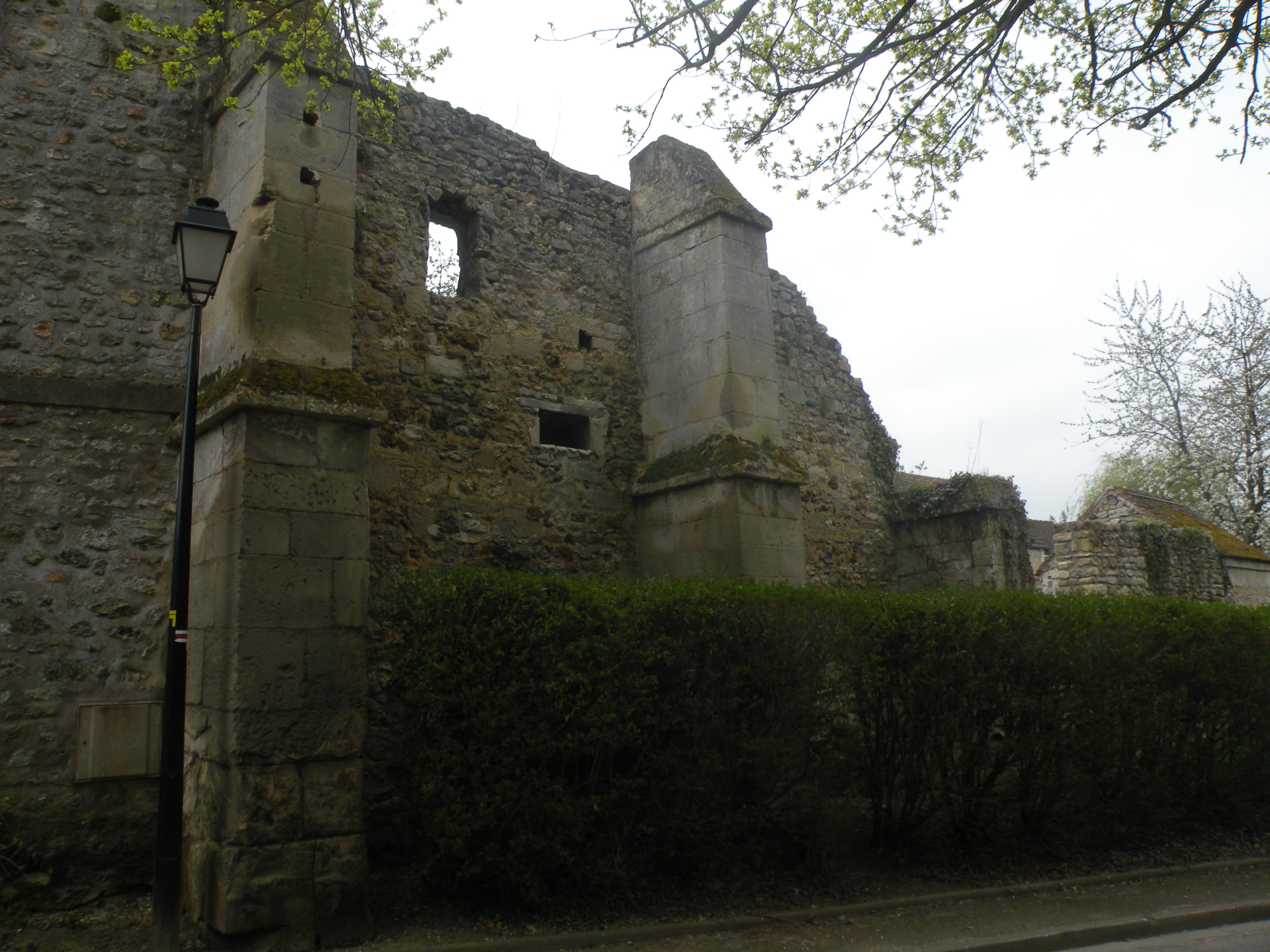
Vestige de la maladrerie.

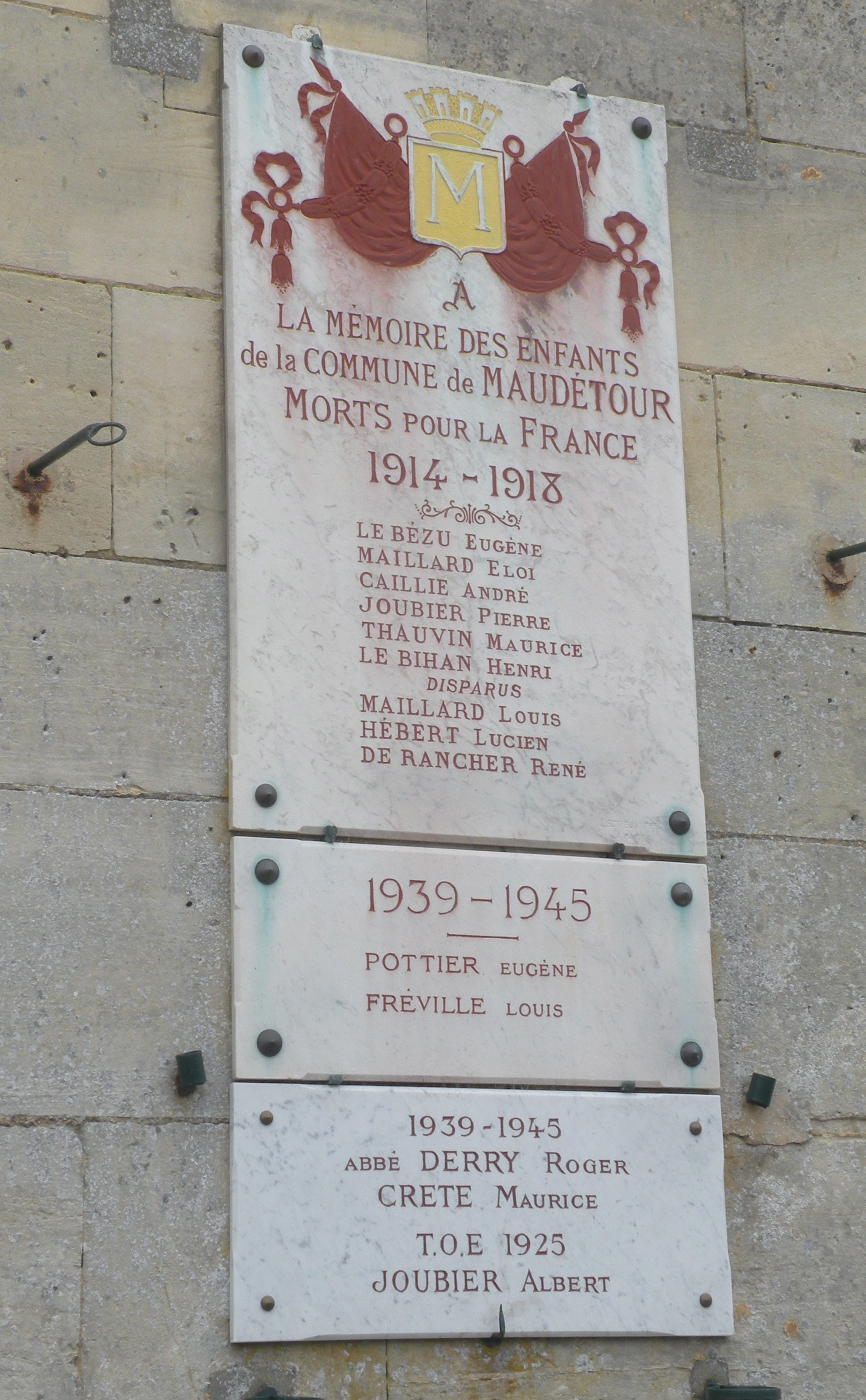
Le monument aux morts.

- Un pan de mur, route des Moines, à mi-chemin entre Maudétour et Genainville

Ce haut mur consolidé par deux contreforts et percé d'une petite fenêtre constitue le dernier vestige de la maladrerie Saint-Thomas. Fondée au XIIe siècle, elle a été agrandie au XIVe siècle et probablement démolie au XVIe siècle. Elle passe pour avoir été l'une des maladreries les plus importantes du Vexin.
- Golf de Maudétour-en-Vexin.
- Le monument aux morts.

### Héraldique
| Blason de Maudétour-en-Vexin | Blason  | Parti : d'azur semé de fleurs de lys d'or à la devise en fasce vivrée d'argent, brisé en chef d'un lambel d'hermine. |
| Blason de Maudétour-en-Vexin | Détails | |